# Флорідсдорфер
«Флорідсдорфер АК» Ві́день (ФАК, нім. Floridsdorfer Athletiksport-Club (FAC) Wien) — австрійський футбольний клуб, заснований у 1904 році в районі Відня Флорідсдорф.

## Досягнення
- Чемпіон Австрії: 1918
- Віце-чемпіон Австрії: 1916, 1917, 1944
- Третій призер чемпіонату Австрії: 1925, 1943
- Володар Кубка Австрії: 1918[1]
- Володар Кубка Відня: 1915[2]

## Статистика
| Сезони | Матчі | Перемоги | Нічиї | Поразки | Різниця м'ячів | Очки |
| ------ | ----- | -------- | ----- | ------- | -------------- | ---- |
| 38     | 787   | 285      | 154   | 348     | 1630 — 1836    | 724  |

## Найкращі бомбардири чемпіонату Австрії
- Леопольд Дойч: 1915 (12) [3]
- Карл Кербах: 1943 (31)

## Відомі гравці
- Август Краупар (1913—1918) — чемпіон Австрії, воротар збірної Австрії 1910-х (9 матчів).
- Карл Їсда (1916—1930) — чемпіон Австрії, нападник збірної Австрії 1920-х (11 матчів, 7 голів).
- Петер Пляцер (1928—1931) — один з найкращих голкіперів в історії австрійського футболу.
- Роберт Дінст (1943—1949) — найкращий бомбардир чемпіонату Австрії — 321 гол.
- Ернст Оцвірк (1944—1947) — найкращий футболіст світу 1952 за версією журналу «Франс футбола».
- Трифон Іванов (1998—2001) — провів за збірну в 1988—1998 р. 75 матчів, 8 голів.